# 폭풍 속으로 (1997년 드라마)
《폭풍 속으로》는 한국방송공사 월화 미니시리즈로, 1997년 3월 3일부터 1997년 4월 15일까지 방영되었다.

## 트리비아
해당 드라마 작품은 알렉상드르 뒤마의 소설 <몬테크리스토 백작>을 원안으로 하여 화제가 됐지만 저조한 시청률에 그쳤다.

## 기획 의도
부유한 집에서 귀족적으로 자란, 정직한 한 남자가 주변 사람들에 의해 나락으로 떨어진 뒤 재기해 복수하는 과정을 그린 드라마

### 방송 일시
| 방송 채널 | 방송 기간                 | 비고 |
| --------- | ------------------------- | ---- |
| KBS 2TV   | 1997년 3월 3일 ~ 4월 15일 | 종료 |

## 등장 인물
- 이창훈: 이강찬 역 - 대학 미식축구팀 주장, 곱게 성장한 남자
- 유호정: 강해주 역 - 미대생, 강찬의 약혼자, 기철과 결혼
- 오대규: 최기철 역 - 강찬의 친구
- 송윤아: 양화경 역 - 요정 마담, 어렵고 불우한 가정에서 자란 여자
- 홍일권: 나동환 역 - 강찬의 친구, 강찬의 회사를 빼앗고 후에 파산
- 김명수: 정우 역 - 강찬의 친구, 수배 중
- 정성모: 이형섭 역 - 강찬을 삼청교육대로 보내는 모사꾼
- 박현정
- 한인수
- 현석
- 선우은숙
- 최정훈
- 유퉁
- 이한위
- 양재원
- 이인철
- 손종범
- 문수진
- 서현식
- 강경헌
- 신소미
- 이상인
- 하다솜

## 참고 사항
- 당초 <첫사랑> 후속 주말극으로 기획되었으나 <내 안의 천사> 후속 월화극으로 기획된 <4월의 키스>가 KBS 측에서 "기획의 참신성이 떨어진다"라고 판단한 데 이어 작가 개인 사정으로 편성이 취소되자 <내 안의 천사> 후속으로 바뀌었다.[3]
- 강해주 역의 유호정 외에는 캐스팅에 어려움을 겪었는데, 이강찬 역은 이창훈의 MBC 공채(89년 11월) 동기인 이진우가 낙점되었으나[4] 방송사 사정으로 이창훈이 대신 맡게 되었다.
- SBS 공채 탤런트 출신 오대규(최기철 역), KBS 슈퍼 탤런트 출신 송윤아(양화경 역), MBC 공채 탤런트 출신 정성모(이형섭 역), KBS 공채 탤런트 출신 홍일권(나동환 역), 89년 11월 MBC 공채 탤런트 출신 김명수 (정우 역) 등을 우여곡절 끝에 주역으로 캐스팅했다. 오대규를 캐스팅하는 과정에서 한때 SBS 측과 마찰을 겪었다.
- 4월 1일, 4월 8일 방영분에서 지나친 폭력 장면을 내보내어 경고를 받았으며[5], 4월 15일에는 두 주인공이 칼과 각목을 이용해 싸우는 장면, 사람이 자동차 차창에 매달려 가는 장면을 방송하는 등 폭력행위의 묘사가 지나쳤다는 지적을 받았다. 이에 방송위원회는 4월 29일 전체회의를 열어 해당 드라마에 대해 '시청자에 대한 사과'를 명령했다.[6]